# ブラス・アルモア
ブラス・エステバン・アルモア・ヌニェス（Blas Esteban Armoa Núñez, 2000年2月3日 - ）は、パラグアイ・中央県ルケ出身のサッカー選手。CAティグレ所属。ポジションはFW。

## クラブ経歴
2017年にスポルティボ・ルケーニョのトップチームに昇格。4月4日のクラブ・リベルタ戦でプロデビュー。4月15日のクラブ・ヘネラル・ディアス戦でプロ初ゴールを記録。以降10代ながら主力選手に成長し、2018年シーズンはリーグ戦39試合に出場。2019年シーズンは7ゴールを決めた。
2020年8月24日、FCフアレスへのローン移籍が発表された。

## 代表経歴
2017年にU-17のパラグアイ代表として南米U-17選手権に出場。2019年には南米ユース選手権にも出場。2020年にはU-23代表でCONMEBOLプレオリンピック大会にも出場した。